# Lista de atentados políticos no Brasil
Lista de atentados por motivação política no Brasil.

## Brasil Império
| Ano  | Nome                         | Local          | Alvo(s)                  | Responsável(is)          | Feridos | Mortos | Ref   |
| ---- | ---------------------------- | -------------- | ------------------------ | ------------------------ | ------- | ------ | ----- |
| 1889 | Atentado de Julho de 1889    | Rio de Janeiro | Pedro II do Brasil       | Adriano Augusto do Valle | 0       | 0      | [ 1 ] |
| 1889 | Atentado ao Barão de Ladário | Rio de Janeiro | Barão de Ladário         | Republicanos Radicais    | 1       | 0      |       |
| 1889 | Massacre de 17 de novembro   | Maranhão       | Ex-escravos monarquistas | Tropas Republicanas      | 10      | 4      |       |

## Brasil República
| Ano  | Nome                                    | Local                    | Alvo(s)                                    | Responsável(is)                                                                                            | Feridos | Mortos | Ref   |
| ---- | --------------------------------------- | ------------------------ | ------------------------------------------ | --- | ------- | ------ | ----- |
| 1897 | Atentado contra Prudente de Morais      | Rio de Janeiro           | Prudente de Morais                         | Marcelino Bispo de Melo                                                                                    |         |        | [ 2 ] |
| 1905 | Atentado contra José Marcelino de Sousa | vapor Maurício Wanderley | José Marcelino de Sousa                    | José Circuncisão da Silva. O senador estadual José de Aquino Tanajura chegou a ser apontado como mandante. |         |        | [ 3 ] |
| 1915 | Atentado contra Pinheiro Machado        | Rio de Janeiro           | Pinheiro Machado                           | Manso de Paiva                                                                                             | 0       | 1      | [ 4 ] |
| 1954 | Atentado da rua Tonelero                | Rio de Janeiro           | Carlos Lacerda                             | Alcino João do Nascimento                                                                                  | 2       | 1      | [ 5 ] |
| 1966 | Atentado do Aeroporto dos Guararapes    | Recife                   | Arthur da Costa e Silva                    | Possivelmente a Ação Popular (AP)                                                                          | 14      | 2      | [ 6 ] |
| 1981 | Atentado do Riocentro                   | Rio de Janeiro           | Opositores da ditadura e publico do evento | Setores do Exército Brasileiro, com apoio da Polícia Militar                                               | 1       | 1      | [ 7 ] |
| 2018 | Atentado contra Jair Bolsonaro          | Juiz de Fora             | Jair Bolsonaro                             | Adélio Bispo de Oliveira                                                                                   | 1       | 0      | [ 8 ] |
| 2024 | Atentado em Brasília em 2024            | Brasília                 | Praça dos Três Poderes                     | Francisco Wanderley Luiz                                                                                   | 0       | 1      | [ 9 ] |